# Avenue de La Motte-Picquet
Pour les articles homonymes, voir La Motte-Picquet (homonymie).
L’avenue de La Motte-Picquet est une avenue des 7e et 15e arrondissements de Paris.

## Situation et accès
L’avenue de La Motte-Picquet commence rue de Grenelle dans le 7e et aboutit boulevard de Grenelle dans le 15e.

L'avenue en 2025
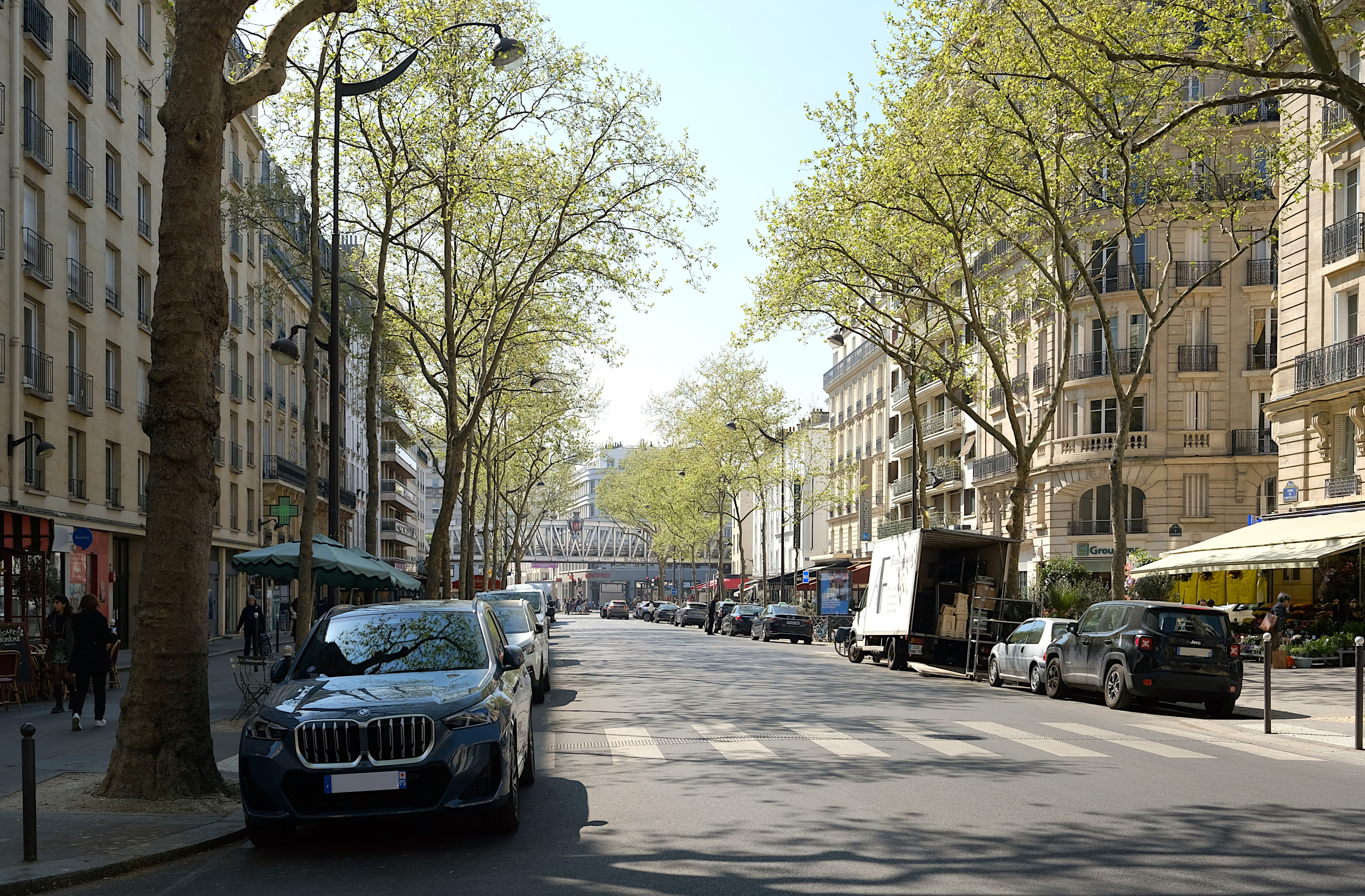
Vers le boulevard de Grenelle.
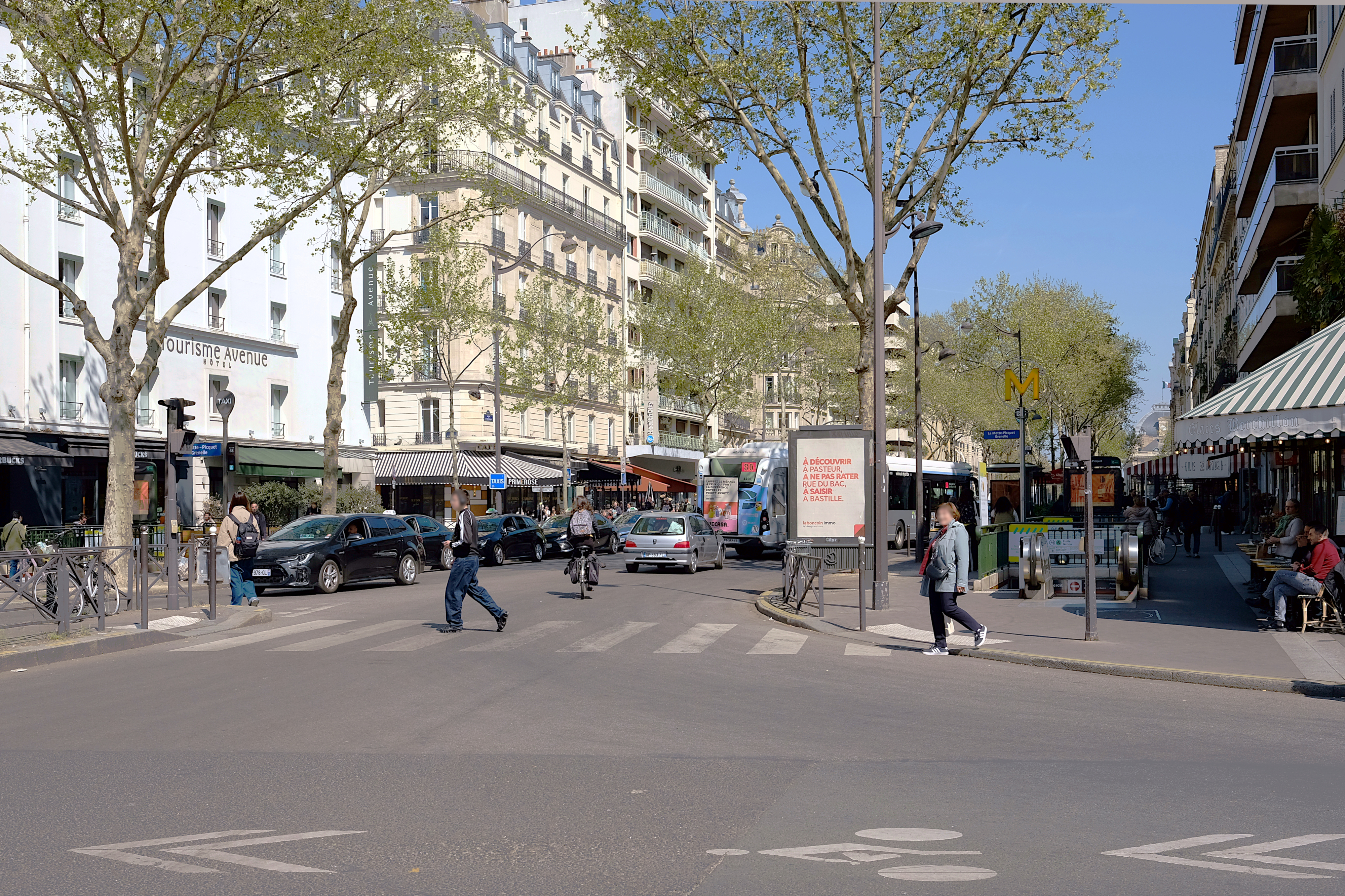
Depuis le boulevard de Grenelle.

Elle croise le boulevard de la Tour-Maubourg au niveau de la place Salvador-Allende, l’avenue de Suffren et traverse la place de l’École-Militaire.
La rue Ernest-Psichari, la rue Bougainville, la rue Duvivier, la rue Cler, l’avenue Bosquet, l’avenue Duquesne, l’avenue Frédéric-Le-Play, la place Joffre, l’avenue Anatole-France, l’avenue Pierre-Loti, l'avenue Émile-Acollas, la rue du Laos, la rue du Général-Baratier, la rue du Général-de-Castelnau, l’avenue Paul-Déroulède, la rue de la Cavalerie, la rue du Général-de-Larminat, la rue d’Ouessant, la rue de Pondichéry commencent ou aboutissent avenue de La Motte-Picquet.
Ce site est desservi par les stations de métro La Motte-Picquet - Grenelle (lignes 6, 8 et 10), École Militaire (ligne 8) et La Tour-Maubourg (ligne 8).

## Origine du nom
L’avenue de La Motte-Picquet tient son nom de l’amiral de Louis XV et Louis XVI, Toussaint-Guillaume Picquet de La Motte (1720-1791).

## Historique
Lucien Lambeau voit dans le « chemin de la plaine de Grenelle », figurant sur le plan de La Caille (1714), le tracé préfigurant l’avenue.

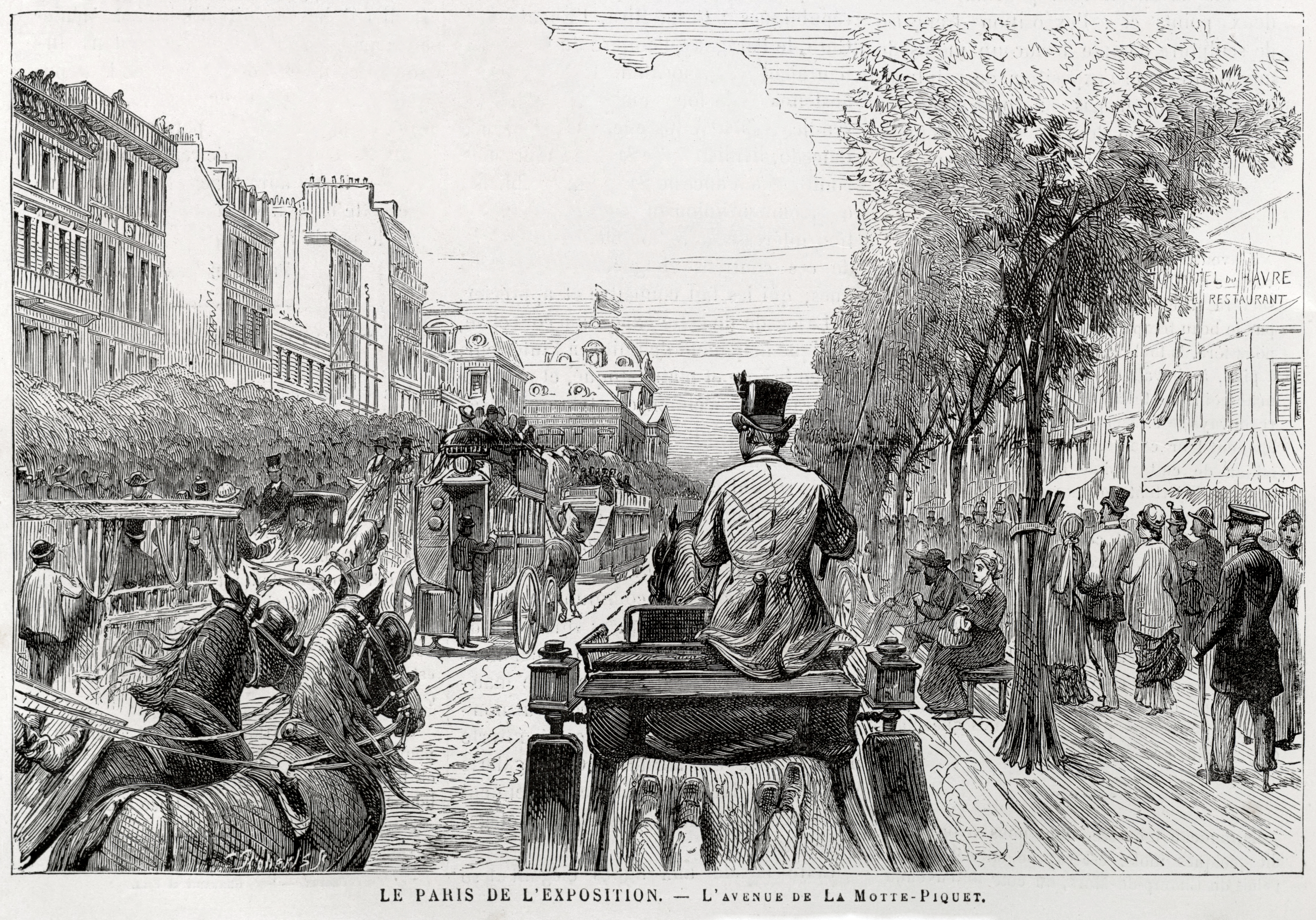
Gravure de l'avenue pendant l'Exposition universelle de 1878.

La voie a été tracée selon un axe qui sépare l'École militaire et le Champ-de-Mars, en direction de l'hôtel des Invalides. La partie comprise entre la rue de Grenelle et les avenues de La Bourdonnais et de Tourville est ouverte sous le nom d'« avenue de l'École Militaire » en 1680. Le surplus jusqu'à l'actuel boulevard de Grenelle n'est formé qu'à partir de 1775. L'avenue venait alors buter sur le mur des Fermiers généraux qui marquait les limites de la ville,. La barrière de La Motte-Picquet est ouverte dans le mur en 1840 et permet de faire le lien avec la rue du Commerce aménagée dans le lotissement de Grenelle dans les années 1830. 
Elle est cédée par l'État à la ville de Paris en vertu de la loi du 19 mars 1838, qui autorise la cession gratuite, à la ville de Paris, d'avenues et places dépendant de l'hôtel des Invalides et de l'École militaire.  Au XIXe siècle, l'orthographe « avenue de la Mothe-Piquet » était usitée.
La partie de l'avenue comprise entre la place de l'École-Militaire et l'avenue de Suffren a été cédée avec le Champ-de-Mars par l'État à la ville de Paris aux termes d'une convention du 29 mars 1890 approuvée par une loi du 31 juillet suivant. Cette section a pris le nom de « place Joffre » en 1933.

## Activités

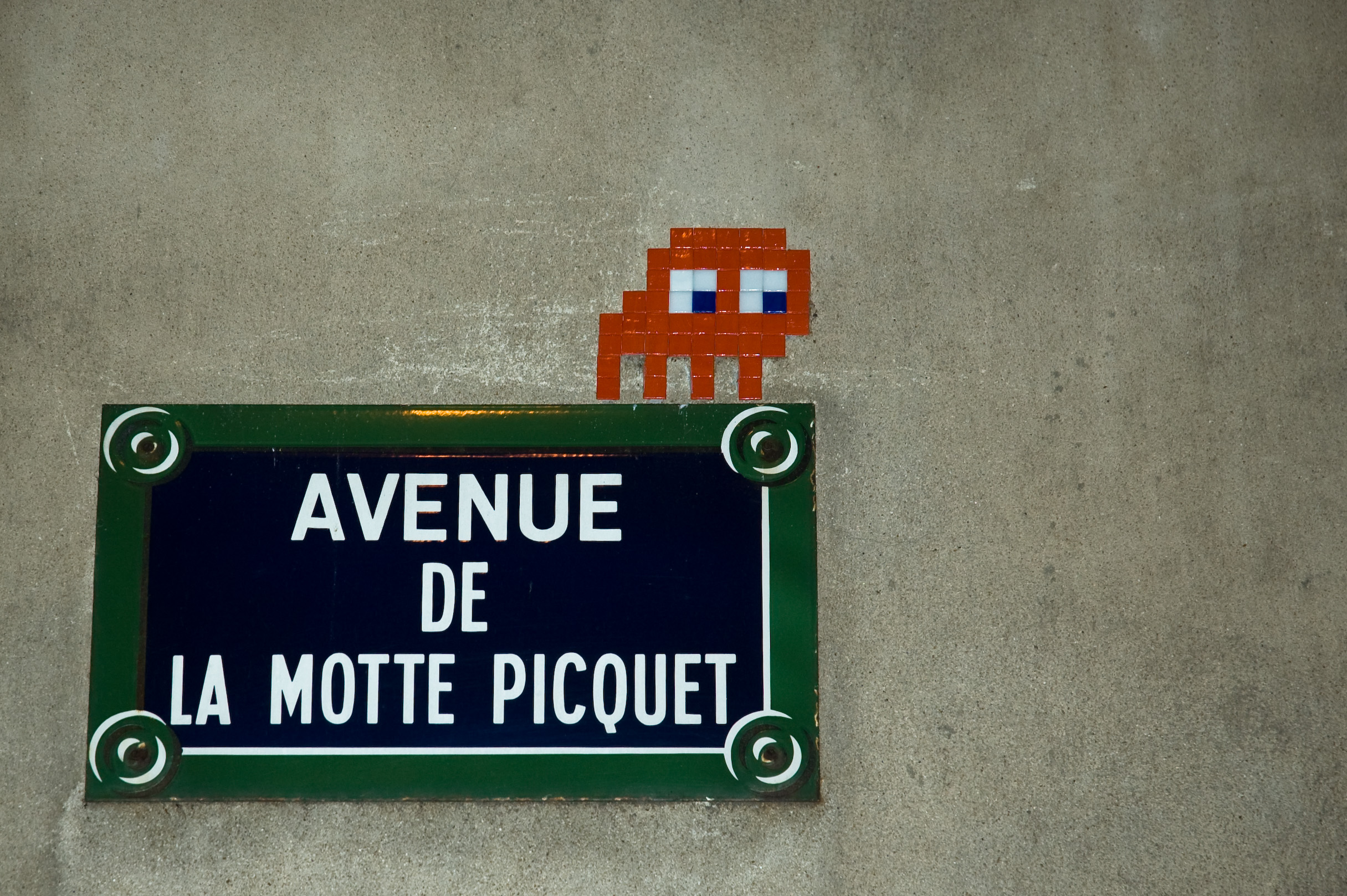
Plaque de l'avenue.

Du côté 7e, l’avenue de la Motte-Picquet est bordée de restaurants et vers la place de l’École-Militaire, encadrée par La Terrasse et Le Tourville, grands cafés-restaurants aux larges terrasses très fréquentées pendant les beaux jours. Les contre-allées et les grands trottoirs permettent une circulation piétonne et automobile fluide.
L’avenue de la Motte-Picquet passe place Joffre en s’élargissant entre le Champ-de-Mars et la façade de l’École militaire. Il y a plusieurs parkings à ciel ouvert à cet endroit et une esplanade où les visiteurs et les Parisiens viennent admirer la perspective de la statue équestre du maréchal Joffre et du Mur pour la Paix vers la tour Eiffel et le palais de Chaillot.
Du côté 15e, l’avenue compte également un certain nombre de cafés, la brasserie Le Suffren à l’angle de l’avenue de Suffren, et Le Primerose, Le Bouquet de Grenelle et Le Pierrot au niveau du boulevard de Grenelle.
Le Village suisse est un carré d’antiquaires sur l’ancien site du pavillon suisse de l’Exposition universelle de 1900. 
L’ancien cinéma Kinopanorama, situé aux nos 60-62, ferme ses portes en 2002 et devient finalement un club de sport en janvier 2008. L’ancien magasin de musique Paul Beucher est remplacé en 2010 par un café de la chaîne Starbucks Coffee.
Au no 2 se trouve l'ambassade du Chili en France.

## Bâtiments remarquables et lieux de mémoire
- L'actrice Carole Bouquet y a habité à un numéro inconnu dans les années 1980[7].
- No 2 : ambassade du Chili en France ; l'écrivain Pablo Neruda, ambassadeur du Chili, y a habité entre 1971 et 1973. Une plaque commémorative lui rend hommage.
- No 10 : école élémentaire publique.
- No 13 : Fondation des plus grands invalides de guerre.
- No 18 : à cet emplacement se tenait le cirque Métropole (1906-1930), le dernier cirque en pierre construit à Paris.
- No 23 : l'écrivain et poète Jacques Madeleine y est né en 1859. Une plaque lui rend hommage.
- No 52 : domicile du colonel Rémy de décembre 1941 à juin 1942. Le 25 août 1944, le résistant Roland Abon tombe pour la libération de Paris ; une plaque lui rend hommage[8].

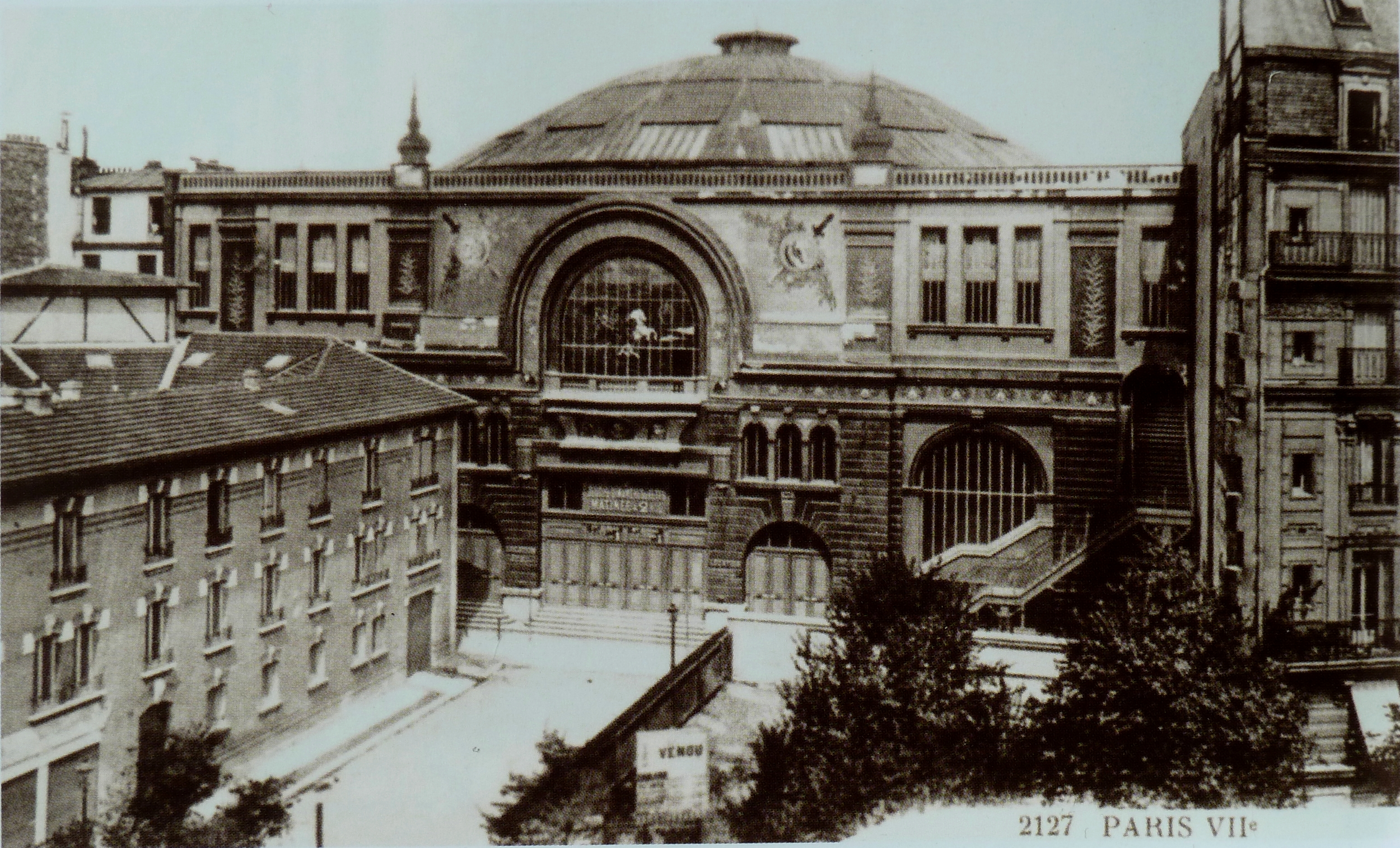
Le cirque Métropole aux nos 18-20, détruit en 1930.
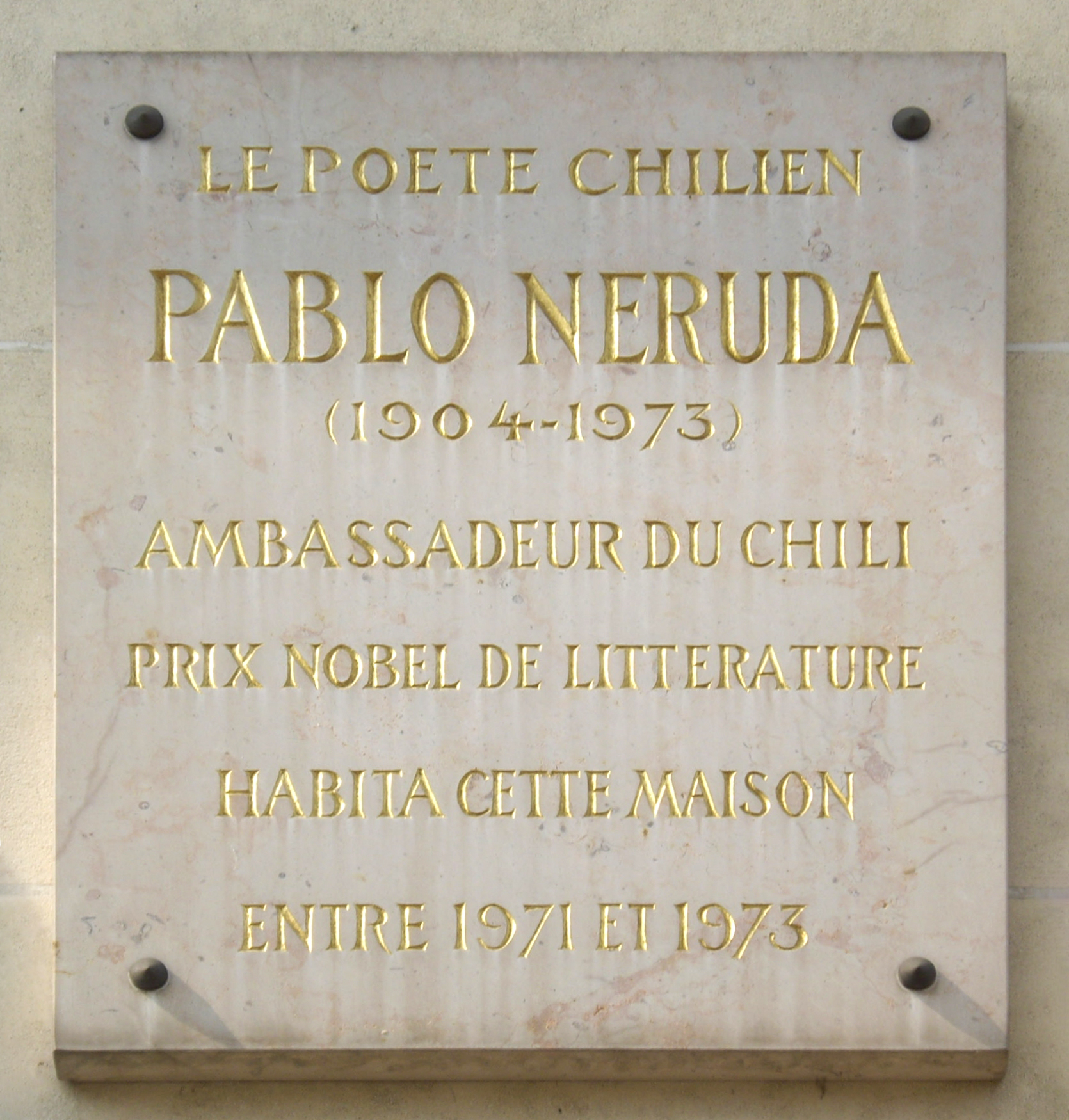
Plaque au no 2.
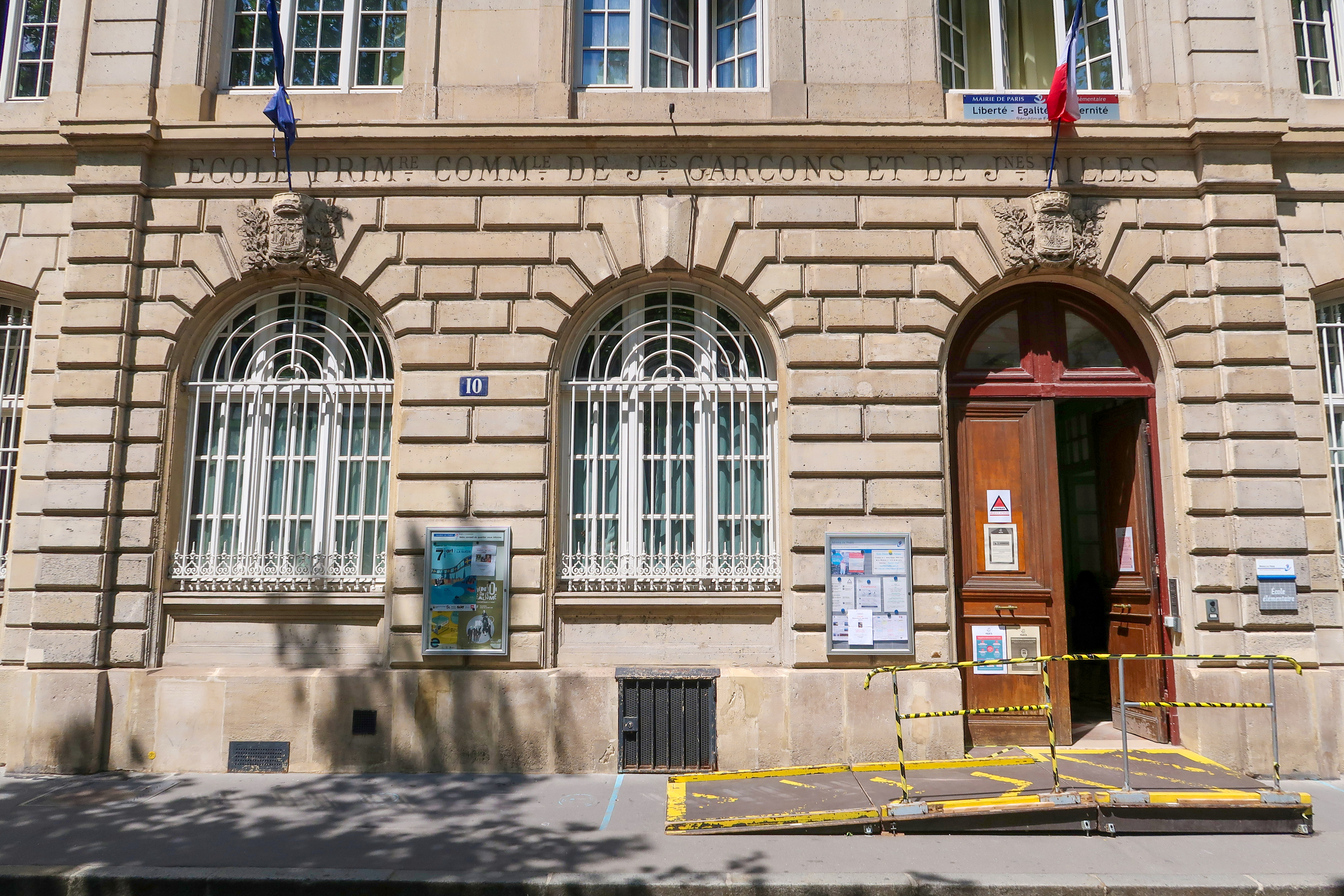
École au no 10.
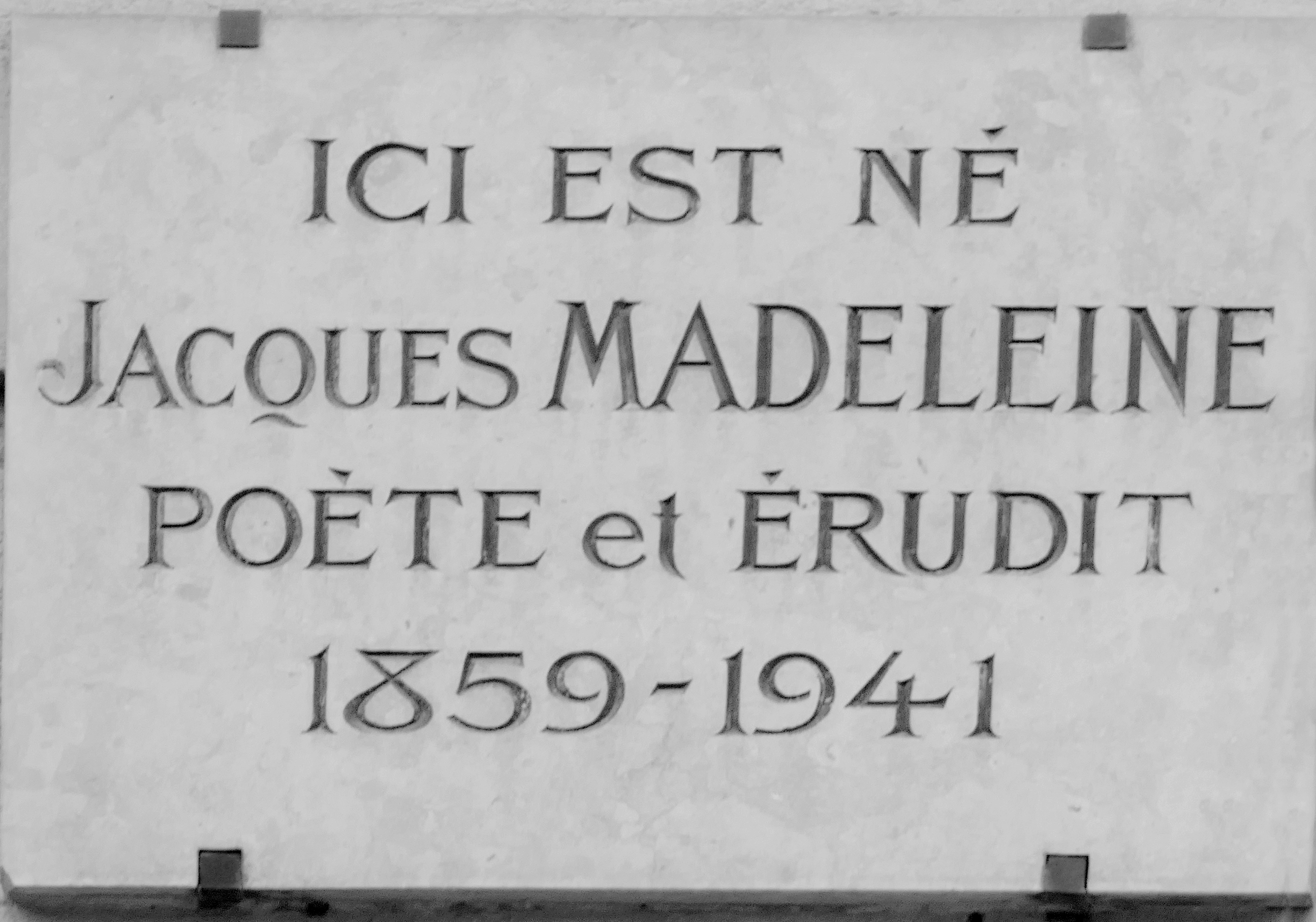
Plaque au no 23.
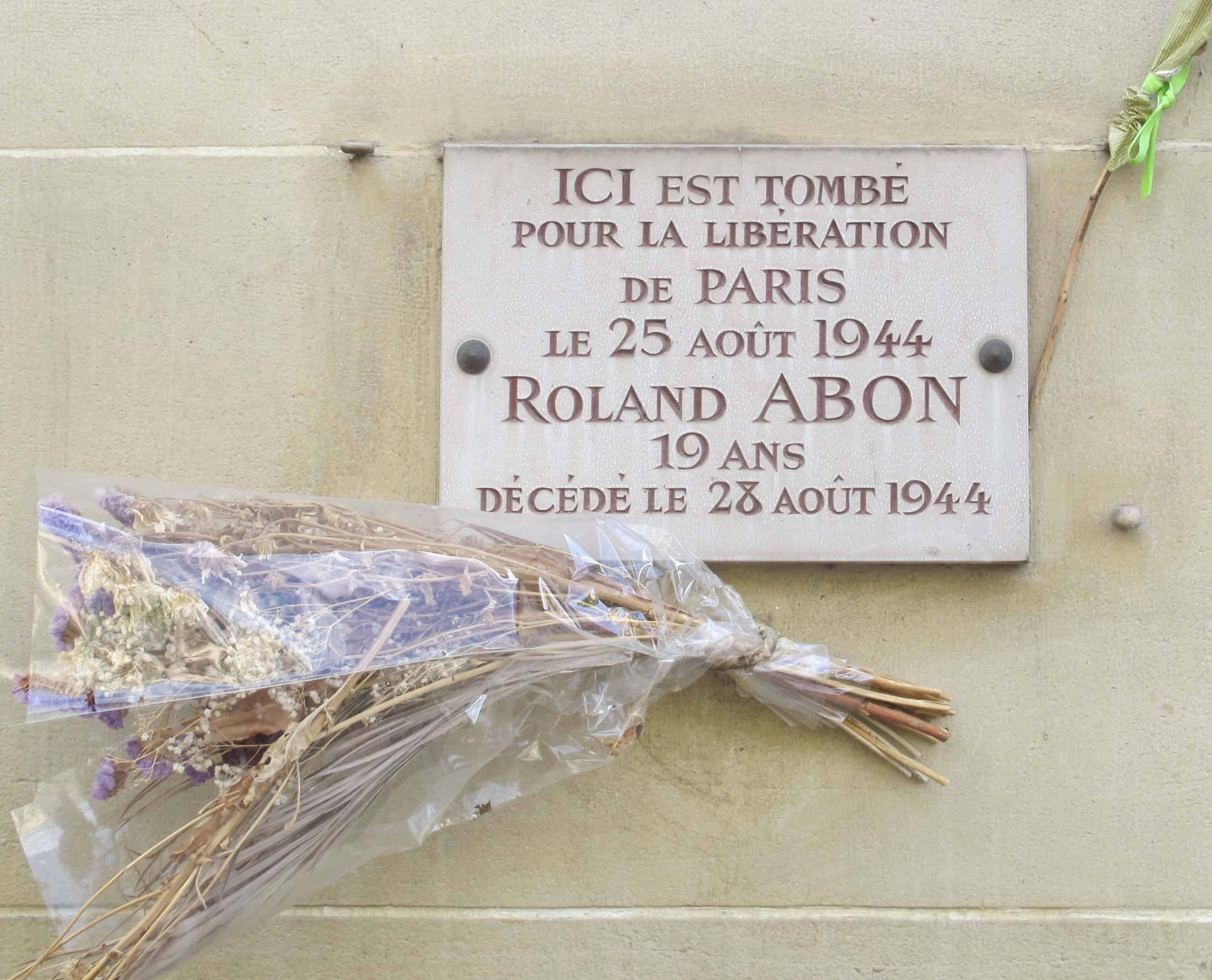
Plaque au no 52.

## Dans la culture populaire
- Joséphine Baker dans sa chanson Revoir Paris (1949) cite La Motte-Piquet : « Car sans Paris, la Seine et les quais, et La Motte-Piquet, je sens qu'il me manquait trop de choses »[9].